# Тео Пелленар
Тео Пелленар (фр. Théo Pellenard, нар. 4 березня 1994, Лілль) — французький футболіст, захисник клубу «Осер».

## Клубна кар'єра
Народився 4 березня 1994 року в місті Лілль. Вихованець ряду юнацьких команд, останньою з яких стало «Бордо», де юнак перебував з 2009 року. У 2013 році з командою до 19 років виграв Кубок Гамбарделла.
12 грудня 2013 року Пелленар дебютував за першу команду «Бордо» в матчі групового етапу Ліги Європи УЄФА проти «Маккабі» (Тель-Авів), замінивши Сессі Д'Алмейду на 75 хвилині гри. Через три дні, 15 грудня 2013 року, Пелленар дебютував у Лізі 1 у матчі з «Валансьєнном» (2:1). Загалом у першому сезоні зіграв у 3 матчах чемпіонату і одній грі Ліги Європи, втім у наступному сезоні не провів за першу команду жодної гри, в результаті чого у серпні 2015 року був відданий в оренду на рік в клуб Ліги 2 «Париж». Він забив у своєму першому матчі за клубу грі проти «Бреста» і до кінця сезону провів 20 голів у чемпіонаті і 1 гру у Кубку, втім більше не забивав.
Повернувшись до «Бордо» став деколи залучатись до матчів першої команди, втім основним гравцем так і не став. Станом на 3 серпня 2018 року відіграв за команду з Бордо 28 матчів в національному чемпіонаті.

## Виступи за збірну
23 травня 2014 року зіграв свій єдиний матч за молодіжну збірної Франції до 20 років у товариській грі проти Китаю.

## Статистика виступів

### Статистика клубних виступів
| Сезон             | Команда           | Чемпіонат         | Чемпіонат | Чемпіонат | Національний кубок | Національний кубок | Національний кубок | Континентальні кубки | Континентальні кубки | Континентальні кубки | Інші змагання | Інші змагання | Інші змагання | Усього | Усього |
| Сезон             | Команда           | Ліга              | Ігор      | Голів     | Ліга               | Ігор               | Голів              | Ліга                 | Ігор                 | Голів                | Ліга          | Ігор          | Голів         | Ігор   | Голів  |
| ----------------- | ----------------- | ----------------- | --------- | --------- | ------------------ | ------------------ | ------------------ | -------------------- | -------------------- | -------------------- | ------------- | ------------- | ------------- | ------ | ------ |
| 2013–14           | «Бордо»           | Л1                | 3         | 0         | КФ+КЛ              | 0                  | 0                  | ЛЄ                   | 1                    | 0                    | -             | -             | -             | 4      | 0      |
| 2014–15           | «Бордо»           | Л1                | 0         | 0         | КФ+КЛ              | 0                  | 0                  |                      | -                    | -                    | -             | -             | -             | 0      | 0      |
| 2015–16           | «Париж»           | Л2                | 20        | 1         | КФ                 | 1                  | 0                  | -                    | -                    | -                    | -             | -             | -             | 21     | 1      |
| 2016–17           | «Бордо»           | Л1                | 6         | 0         | КФ+КЛ              | 2+1                | 0                  | -                    | -                    | -                    | -             | -             | -             | 9      | 0      |
| Усього за «Бордо» | Усього за «Бордо» | Усього за «Бордо» | 9         | 0         |                    | 3                  | 0                  |                      | 1                    | 0                    |               | -             | -             | 13     | 0      |
| Усього за кар'єру | Усього за кар'єру | Усього за кар'єру | 29        | 1         |                    | 4                  | 0                  |                      | 1                    | 0                    |               | -             | -             | 34     | 1      |